# Koraia
Koraia là một chi bướm đêm thuộc họ Noctuidae.